# WDR 2
WDR 2 – niemiecka stacja radiowa należąca do Westdeutscher Rundfunk(WDR), publicznego nadawcy radiowo-telewizyjnego obsługującego kraj związkowy Nadrenia Północna-Westfalia. 

## Charakterystyka
Rozgłośnia została uruchomiona 3 kwietnia 1950 roku. Ramówka stacji ma charakter muzyczno-informacyjny, z elementami sportowymi. Playlista koncentruje się na współczesnej muzyce popowej i rockowej. Grupę docelową stanowią osoby w wieku 25-59 lat, zainteresowane tematyką lokalną. Według danych za II kwartał 2014 roku, stacja zajmuje czwarte miejsce wśród najpopularniejszych rozgłośni radiowych w całych Niemczech, drugie w Nadrenii Północnej-Westfalii i pierwsze wśród stacji nadawanych przez WDR. 

### Mutacje lokalne
W czasie niektórych pasm informacyjnych sygnał stacji jest rozszczepiany na osiem mutacji dla poszczególnych części landu, co pozwala nadawać wiadomości o jeszcze bardziej lokalnym charakterze. Serwisy te nadawane są z następujących miast: Akwizgran, Düsseldorf/Essen (wymiennie dla tej samej mutacji), Kolonia, Wuppertal, Dortmund, Siegen, Münster i Bielefeld.

## Dostępność
W swoim macierzystym kraju związkowym stacja dostępna jest w analogowym i cyfrowym przekazie naziemnym. Ponadto można jej słuchać w niekodowanym przekazie z satelity Astra 1M oraz w Internecie.